# Gene Clapp
Eugene »Gene« Howard Clapp, IV, ameriški veslač, * 19. november 1949, Brookline, Massachusetts.
Gene je starejši brat Charlesa Clappa. Za ZDA je nastopil na Poletnih olimpijskih igrah 1972 v Münchnu, kjer je bil član osmerca, ki je osvojil srebrno medaljo.